# Ventrosa
Ventrosa – gmina w Hiszpanii, w prowincji La Rioja, w La Rioja, o powierzchni 72,93 km². W 2011 roku gmina liczyła 70 mieszkańców.